# Juraj Liška
Juraj Liška (ur. 29 listopada 1964 w Trenczynie) – słowacki polityk, przedsiębiorca i samorządowiec, burmistrz Trenczyna (2002–2003), były wiceprzewodniczący Słowackiej Unii Chrześcijańskiej i Demokratycznej, w latach 2003–2006 minister obrony w rządzie Mikuláša Dzurindy.

## Życiorys
W 1989 ukończył studia na wydziale budownictwa SVŠT w Bratysławie. Na początku lat 90. zaczął prowadzić własną działalność gospodarczą. W 2000 przystąpił do Słowackiej Unii Chrześcijańskiej i Demokratycznej (SDKÚ), został jej przewodniczącym w okręgu Trenczyn. W 2002 uzyskał mandat posła do Rady Narodowej z ramienia tego ugrupowania. W grudniu 2002 został burmistrzem Trenczyna z poparciem koalicji SDKÚ-KDH-ANO-DS.
Od 10 października 2003 do 1 lutego 2006 sprawował urząd ministra obrony w drugim rządzie Mikuláša  Dzurindy. 27 stycznia 2006 podał się do dymisji po tym, jak doszło do największej w historii kraju katastrofy samolotu wojskowego AN-24, w której zginęło ponad 40 osób.
W 2006 uzyskał reelekcję w wyborach do Rady Narodowej. W 2008 odszedł z partii, po tym jak wezwał jej przewodniczącego do podania się do dymisji. W 2009 ubiegał się o stanowisko przewodniczącego kraju trenczyńskiego jako kandydat niezależny.
Żonaty, ma dwoje dzieci.